# Будник Віктор Миколайович
Віктор Миколайович Будник (нар. 3 листопада 1960, Нововолинськ, Волинська область) — український футболіст, півзахисник.

## Життєпис
Вихованець ДЮСШ «Трудові резерви» (Львів). У футбол починав грати в 1979 році в луцькому «Торпедо». Виступав за клуби другої та першої союзних ліг: «Дніпро» (Могильов), «Колос» (Межиріч), «Таврія» (Сімферополь) і «Буковина» (Чернівці), і саме в Чернівцях провів найбільшу кількість матчів у своїй кар'єрі та здобув найбільше нагород. Провів по одному матчу в складі донецького «Шахтаря» (у чемпіонаті) і московському «Локомотиві» (один кубковий поєдинок), також грав за дублюючий склад львівських «Карпат».
За часів незалежної України виступав за клуби як вищої ліги так і за команди другого і третього дивізіону: «Буковина» (Чернівці), «Прикарпаття» (Івано-Франківськ), «Шахтар» (Павлоград) та «Нива» (Вінниця), з останніми ставав переможцем Першої ліги. Всього за свою 16-річну кар'єру гравця зіграв понад 500 офіційних матчів, в яких забив понад 35 голів.

## Досягнення
«Дніпро» (Могильов)
- Переможець Другої ліги СРСР: 1982[ru] (5 зона)
- Срібний призер Другої ліги СРСР: 1981[ru] (8 зона)

«Колос» (Межиріч)
- Віце-чемпіон УРСР: 1984

«Таврія» (Сімферополь)
- Чемпіон УРСР: 1987
- Віце-чемпіон УРСР: 1986

«Буковина» (Чернівці)
- Чемпіон УРСР: 1988
- Віце-чемпіон УРСР: 1989
- Переможець Другої ліги СРСР: 1990 (західна зона)

«Нива» (Вінниця)
- Переможець Першої ліги України (1): 1993

## Статистика
| Сезон | Команда              | Ліга | Ігри | Голи |
| ----- | -------------------- | ---- | ---- | ---- |
| 1979  | «Торпедо» (Луцьк)    | D3   | 18   | 1    |
| 1980  | «Торпедо» (Луцьк)    | D3   | 3    | 0    |
| 1981  | «Дніпро» (Могильов)  | D3   |      | 4    |
| 1982  | «Дніпро» (Могильов)  | D3   | 20   | 3    |
| 1983  | «Дніпро» (Могильов)  | D3   | 37   | 1    |
| 1984  | «Колос» (Межиріч)    | D3   | 35   | 3    |
| 1985  | «Колос» (Межиріч)    | D3   | 36   | 1    |
| 1986  | «Шахтар» (Донецьк)   | D1   | 1    | 0    |
| 1986  | «Таврія»             | D3   | 28   | 1    |
| 1987  | «Таврія»             | D3   | 48   | 6    |
| 1988  | «Буковина»           | D3   | 52   | 2    |
| 1989  | «Буковина»           | D3   | 46   | 5    |
| 1990  | «Буковина»           | D3   | 42   | 0    |
| 1991  | «Буковина»           | D2   | 38   | 1    |
| 1992  | «Буковина»           | D1   | 14   | 1    |
| 1993  | «Буковина»           | D1   | 8    | 0    |
| 1993  | «Прикарпаття»        | D2   | 3    | 0    |
| 1993  | «Нива» (Вінниця)     | D2   | 11   | 1    |
| 1994  | «Нива» (Вінниця)     | D1   | 15   | 0    |
| 1994  | «Шахтар» (Павлоград) | D3   | 16   | 4    |
| 1995  | «Космос» (Павлоград) | D3   | 3    | 0    |